# Елиминационна клетка (2015)
Елиминационна клетка (2015) е турнир на Световната федерация по кеч.
Турнирът е pay-per-view и е проведен на 31 май 2015 г. в „American Bank Center“, Корпъс Кристи, щата Тексас, САЩ. Това е 5-ият по ред турнир.
Елиминационна клетка (2015) ще включва професионални кеч мачове, включващи различни кечисти от предварително съществуващи сценарист вражди, и сюжетни линии, които играят върху първични телевизионни програми на RAW и SmackDown. Кечистите ще представят герои или злодеи, тъй като те следват поредица от събития, които изграждат напрежение, и завършва с мач по борба или серия от мачове.

## Мачове
| #                                                                      | Мач | Правила | Време |
| ---------------------------------------------------------------------- | --- | --- | ----- |
| 1P                                                                     | Звезден прах победи Зак Райдър | Сингъл мач | 06:12 |
| 2                                                                      | Нов Ден (Големия И, Кофи Кингстън и Хавиер Уудс) (ш) победиха Луча Драконите (Калисто и Син Кара), Тайсън Кид и Сезаро (с Наталия), Тандем Прайм Тайм (Тайтъс О'Нийл и Дарън Йънг), Възнесението (Конор и Виктор) и Лос Матадорес (Диего и Фернандо) (с Ел Торито) | Отборен мач в елиминационна клетка за Отборните титли                                                              | 23:40 |
| 3                                                                      | Ники Бела (ш) победи Пейдж и Наоми | Тройна заплаха за Титлата на Дивите. Бри Бела и Тамина бяха изгонени от ринга                                      | 06:04 |
| 4                                                                      | Кевин Оуенс (NXT шампион) победи Джон Сина (Шампион на Съединените щати) | Мач шампион срещу шампион                                                                                          | 20:15 |
| 5                                                                      | Невил победи Бо Далас | Сингъл мач | 8:46  |
| 6                                                                      | Райбек победи Шеймъс, Ар Труф, Крал Барет, Долф Зиглър и Марк Хенри | Мач в Елиминационната клетка за свободната Интерконтиненталната Титла                                              | 25:12 |
| 7                                                                      | Дийн Амброус победи Сет Ролинс (ш) (с Джейми Ноубъл, Джоуи Мъркюри и Кейн) чрез дисквалификация | Мач за Световната титла в тежка категория на Федерацията. Ако Роман Рейнс се намеси Амбоус ще бъде дисквалифициран | 21:49 |
| (ш) – показва шампиона/шампионите; P – означава, че мача е преди шоуто | | |       |